# منيرة بنت خالد آل ثاني

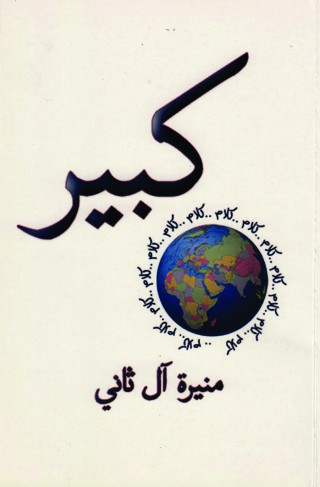
غلاف كتاب كلام كبير من تأليف الكاتبة منيرة آل ثاني

الشيخة منيرة بنت خالد آل ثاني هي كاتبة قطرية تخرجت من جامعة قطر عام 2005 وتخصصت بمجال الإعلام وحصلت على شهادة الدكتوراة في العلوم الدبلوماسية من الجامعة العربية المفتوحة. كانت عضوة في هيئة التحرير بمجلة الحرم الجامعي ولها مقالات نُشرت في هذه المجلة، ونشرت لها جريدة الراية القطرية العديد من مقالاتها. منيرة آل ثاني هي أيضاً أول امرأة قطرية تترشح لعضوية مجلس إدارة نادٍ رياضيٍ في دولة قطر، وذلك بترشحها لعضوية مجلس إدارة النادي العربي الرياضي.

## مسيرتها الصحفية
كانت بدايتها في عام 2001 مع جريدة الراية، حيث كانت تكتب في ملحقة استراحة الجمعة في عمود بعنوان «كلام كبير»، بالإضافة إلى ذلك كانت منيرة آل ثاني تكتب الملحقة الرمضاني للجريدة في عمود بعنوان «قبل الإفطار». في سنة 2009 بدأت بالكتابة في المجال الرياضي من خلال صحيفة استاد الدوحة في مقال أسبوعي بعنوان «كارت وردي»، وفي نهاية 2012 أصبح لديها صفحة أسبوعية في صحيفة استاد الدوحة تحت اسم «كورنر وردي». ساهمت منيرة آل ثاني أيضاً في كتابة عدة مقالات في مجلة «بنت الخليج» الإماراتية.

### الأعمال
صدر للكاتبة منيرة آل ثاني كتابان الأول متنوع ويضم مقالاتها الأسبوعية التي نشرتها في جريدة الراية القطرية بين 2008 و2010 واسمه «كلام كبير»، والثاني هو كتاب رياضي واسمه «كارت وردي» صدر في منتصف مايو 2012 وضم المقالات التي نشرتها في صحيفة استاد الدوحة بين 2009 و2012.
أصدرت الكاتبة أيضاً كراساً بعنوان «فريج حمود» وذلك في سنة 2010 وفي رمضان 2011.